# Fay Coyle
Fay Coyle (* 1. April 1933 in Londonderry; † 30. März 2007 ebenda) war ein nordirischer Fußballspieler.

## Karriere

### Vereine
Coyle spielte erstmals im Seniorenbereich von 1951 bis 1953 für den in seinem Geburtsort ansässigen Verein Derry City in der Irish League, der seinerzeit höchsten Spielklasse im nordirischen Fußball. Anschließend war er ab der Saison 1953/54 bis Februar 1958 für den Ligakonkurrenten Coleraine FC aktiv. In der laufenden Saison wechselte er im März 1958 in die Football League First Division, der seinerzeit höchsten Spielklasse im englischen Fußball, und kam in drei Punktspielen für Nottingham Forest zum Einsatz. Ein torloses Remis beim FC Chelsea am 4. April (37. Spieltag), ein 1:0-Sieg im Heimspiel gegen Luton Town am 12. April (40. Spieltag) und eine 0:3-Niederlage beim AFC Sunderland am 19. April (41. Spieltag) waren die Ergebnisse seiner Spiele.
Im Sommer 1958 kehrte er nach Nordirland zurück und spielte bis 1963 ein zweites Mal für den Coleraine FC und im Anschluss auch ein zweites Mal (1963–1966) für Derry City. Zum Ende seiner Spielerkarriere gewann er zwei Titel: 1964 den nationalen Vereinspokal (2:0 gegen den Glentoran FC) und 1965 die nordirische Meisterschaft. Infolge dieser beiden Titel kam er auch einmal im Wettbewerb um den Europapokal der Pokalsieger 1964/65 (0:3 bei Steaua Bukarest) und zweimal im Wettbewerb um den Europapokal der Landesmeister 1965/66 (5:1 gegen Lyn Oslo und 0:9 gegen den RSC Anderlecht) zum Einsatz.

### Nationalmannschaft
Coyle bestritt vier Länderspiele für die nordirische Nationalmannschaft. Bei seinem Debüt am 8. Oktober 1955 im heimischen Windsor Park gegen die Nationalmannschaft Schottlands erlebte er mit dem 2:1-Sieg den einzigen Sieg seiner Länderspielkarriere. In seinem zweiten Länderspiel unterlag seine Mannschaft der Auswahl Englands am 2. November 1955 im Wembley-Stadion mit
0:3. Am 16. Januar 1957 trennte sich seine Mannschaft mit 1:1-Unentschieden von der Nationalmannschaft Portugals im ersten Spiel der WM-Qualifikation 1958. In der Endrunde der Weltmeisterschaft 1958 wurde er einzig am 11. Juni in Halmstad bei der 1:3-Niederlage gegen die Nationalmannschaft Argentiniens eingesetzt.

## Erfolge
- Nordirischer Meister: 1965
- Nordirischer Pokalsieger: 1964